# 女神降臨
『女神降臨』（めがみこうりん）とは、2010年10月からMONDO TVで放送されているアイドルイメージ番組。

## 概要
毎回、グラビアアイドルのイメージ映像・オフショットを放送。かつてMONDO21で放送されていた、悩殺×女神やLove + IDOLが市販DVD-Videoの放送権を購入して放送していたものとは異なり、制作・著作JICのオリジナルコンテンツ。
放送時間は隔週金曜日深夜24:30 - 25:00であるが、同時間帯ではセクシー女優が出演する「Sweet Angel」と時期を分けて交互に放送されている。また、過去の放送回も定期的に再放送されている。

## 出演アイドル
1. 吉木りさ（2010年10月3日初回放送）
2. 大矢真夕（2010年10月17日初回放送）
3. 杉原杏璃（2010年10月31日初回放送）
4. 鈴木咲（2010年11月14日初回放送）
5. 木口亜矢（2010年11月28日初回放送）
6. 野田彩加（2010年12月12日初回放送）
7. 次原かな（2010年12月26日初回放送）
8. 加藤沙耶香（2011年1月9日初回放送)
9. 松島瑠美 (2011年1月23日初回放送)
10. 小倉遥 (2011年2月6日初回放送)
11. 浜田翔子 (2011年2月20日初回放送)
12. 纐纈みさき (2011年3月6日初回放送)
13. 藤井梨花 (2011年3月20日初回放送)
14. 総集編1  (2011年4月3日初回放送) - #1～#6
15. 総集編2  (2011年4月17日初回放送) - #7～#13
16. 西田麻衣 (2011年5月1日初回放送)
17. 花秋奈津 (2011年5月17日初回放送)
18. 佐山彩香 (2011年5月29日初回放送)
19. 青島あきな (2011年6月12日初回放送)
20. 愛衣 (2011年6月26日初回放送)
21. KONAN  (2011年7月10日初回放送)
22. 田代さやか (2011年7月24日初回放送)
23. 桃瀬美咲 (2011年8月7日初回放送)
24. 松本さゆき (2011年8月21日初回放送)
25. 三田寺理紗 (2011年9月4日初回放送)
26. 喜屋武ちあき (2011年9月18日初回放送)
27. 立花麗美 (2011年10月2日初回放送)
28. 辰巳奈都子 (2011年10月16日初回放送)
29. 福見真紀 (2011年10月30日初回放送)
30. 総集編3  (2011年11月13日初回放送)
31. 総集編4  (2011年11月27日初回放送)
32. 鎌田奈津美 (2011年12月11日初回放送)
33. 池田夏希 (2011年12月25日初回放送)
34. 鈴木ふみ奈 (2012年1月6日初回放送)
35. 高橋亜由美 (2012年1月20日初回放送)
36. 小島瑠璃子 (2012年2月3日初回放送)
37. 吉木りさ (2012年2月17日初回放送) - 2回目の出演
38. 和田絵莉 (2012年3月2日初回放送)
39. 中川杏奈 (2012年3月16日初回放送)
40. 広瀬玲奈 (2012年3月30日初回放送)
41. 杉原杏璃 (2012年4月13日初回放送) - 2回目の出演
42. 富樫あずさ (2012年4月27日初回放送)
43. 菜乃花 (2012年5月11日初回放送)
44. 柴小聖 (2012年5月25日初回放送)
45. 総集編5 (2012年6月8日初回放送)
46. 総集編6 (2012年6月22日初回放送)
47. 佐藤さくら (2012年7月6日初回放送)
48. 堤ゆきみ (2012年7月20日初回放送)
49. 尾崎ナナ (2012年8月3日初回放送)
50. 桃瀬美咲 (2012年8月17日初回放送) - 2回目の出演
51. 中村葵 (2012年8月31日初回放送)
52. 立花陽香 (2012年9月14日初回放送)
53. 柑乃美優 (2012年9月28日初回放送)
54. 今野杏南 (2012年10月12日初回放送)
55. 佐々木麻衣 (2012年10月26日初回放送)
56. 河原みのり (2012年11月9日初回放送)
57. 遠野千夏 (2012年11月23日初回放送)
58. 田中涼子 (2012年12月7日初回放送)
59. 日野麻衣 (2012年12月21日初回放送)
60. 総集編7 (2013年1月4日初回放送)
61. 総集編8 (2013年1月18日初回放送)
62. 多田あさみ (2013年2月1日初回放送)
63. 葉加瀬マイ (2013年2月15日初回放送)
64. 浅倉結希 (2013年3月1日初回放送)
65. 鷹羽澪 (2013年3月15日初回放送)
66. 清水ゆう子 (2013年3月29日初回放送)
67. 澤井玲菜 (2013年4月12日初回放送)
68. 小原春香 (2013年4月26日初回放送)
69. 岸明日香 (2013年5月10日初回放送)
70. 池田ショコラ (2013年5月24日初回放送)
71. 浦えりか (2013年6月7日初回放送)
72. 栗田恵美 (2013年6月21日初回放送)
73. 川村りか (2013年7月5日初回放送)
74. 総集編9 (2013年7月19日初回放送)
75. 総集編10 (2013年8月2日初回放送)
76. 丸高愛実 (2013年8月16日初回放送)
77. 村上友梨 (2013年8月30日初回放送)
78. 高宮まり (2013年9月13日初回放送)
79. 仁藤みさき (2013年9月27日初回放送)
80. 永井里菜 (2013年10月11日初回放送)
81. ヴァネッサ・パン (2013年10月25日初回放送)
82. 白河優菜 (2013年11月8日初回放送)
83. 高嶋香帆 (2013年11月22日初回放送)
84. 美咲アヤカ (2013年12月6日初回放送)
85. くぼたみか (2013年12月20日初回放送)
86. 尾島知佳 (2014年1月3日初回放送)
87. 橘ゆりか (2014年1月17日初回放送)
88. 総集編11 (2014年1月31日初回放送) - #76～#81
89. 総集編12 (2014年2月14日初回放送) - #82～#87
90. 森下悠里 (2014年6月6日初回放送)
91. 安藤遥 (2014年6月20日初回放送)
92. 戸田れい (2014年7月4日初回放送)
93. 由井香織 (2014年7月18日初回放送)
94. 小間千代 (2014年8月1日初回放送)
95. 岸明日香 (2014年8月15日初回放送) - 2回目の出演
96. 黒田万結花 (2014年8月29日初回放送)
97. 橘花凛 (2014年9月12日初回放送)
98. 新城玲香 (2014年9月26日初回放送)
99. 星名美津紀 (2014年10月10日初回放送)
100. 高宮まり (2014年10月24日初回放送) - 2回目の出演(100回記念)
101. 浜田由梨 (2014年11月7日初回放送)
102. 総集編13 (2014年11月21日初回放送)
103. 総集編14 (2014年12月5日初回放送)
104. 安枝瞳 (2014年12月19日初回放送)
105. 犬童美乃梨 (2015年1月2日初回放送)
106. 木嶋ゆり (2015年1月16日初回放送)
107. 倉持由香 (2015年1月30日初回放送)
108. 佐山彩香 (2015年2月13日初回放送) - 2回目の出演
109. 内野未来 (2015年2月27日初回放送)
110. 総集編15 (2015年3月13日初回放送)
111. 西崎莉麻 (2015年8月7日初回放送)
112. 佐野千晃 (2015年8月21日初回放送)
113. 階戸瑠李 (2015年9月4日初回放送)
114. あべみほ (2015年9月18日初回放送)
115. 清水みさと (2015年10月2日初回放送)
116. 東城りお (2015年10月16日初回放送)
117. 葉月あや (2015年10月30日初回放送)
118. 宮沢セイラ (2015年11月13日初回放送)
119. 柳いろは (2015年11月27日初回放送)
120. 清水ゆう子 (2015年12月11日初回放送) - 2回目の出演
121. 林美佐 (2015年12月25日初回放送)
122. 為近あんな (2016年1月8日初回放送)
123. 橘希 (2016年1月22日初回放送)
124. 安枝瞳 (2016年2月5日初回放送) - 2回目の出演
125. 神谷えりな (2016年2月19日初回放送)
126. 古川真奈美 (2016年3月4日初回放送)
127. 潮田ひかる (2016年3月18日初回放送)
128. 杉原杏璃 (2016年4月1日初回放送) - 3回目の出演
129. 総集編16 (2016年4月15日初回放送)
130. 総集編17 (2016年4月29日初回放送)
131. 総集編18 (2016年5月13日初回放送)
132. 天木じゅん (2016年10月7日初回放送)
133. RaMu (2016年10月21日初回放送)
134. 西岡葉月 (2016年11月4日初回放送)
135. 東城りお (2016年11月18日初回放送) - 2回目の出演
136. 和地つかさ (2016年12月2日初回放送)
137. 橋本梨菜 (2016年12月16日初回放送)
138. 総集編19 (2016年12月30日初回放送)
139. 鈴木ふみ奈 (2017年8月11日初回放送) - 2回目の出演
140. 川崎あや (2017年8月25日初回放送)
141. 藤田恵名 (2017年9月8日初回放送)
142. 松村加南子 (2017年9月22日初回放送)
143. 青山ひかる (2017年10月6日初回放送)
144. 佐藤衣里子 (2017年10月20日初回放送)
145. 柳瀬早紀 (2018年4月6日初回放送)
146. 片岡沙耶 (2018年4月20日初回放送)
147. 都美 (2018年5月4日初回放送)
148. 大貫彩香 (2018年5月18日初回放送)
149. 倉田瑠夏 (2018年6月1日初回放送)
150. 彩川ひなの (2018年6月15日初回放送)
151. 総集編20 (2018年6月29日初回放送)
152. 総集編21 (2018年7月13日初回放送)
153. 忍野さら (2019年2月8日初回放送)
154. 谷かえ (2019年2月22日初回放送)
155. 久松かおり (2019年3月8日初回放送)
156. 江藤菜摘 (2019年3月22日初回放送)
157. 篠原冴美 (2019年4月5日初回放送)
158. 寺田安裕香 (2019年4月19日初回放送)
159. 総集編22 (2019年5月3日初回放送)